# Крайниці
Кра́йниці (болг. Крайници) — село в Кюстендильській області Болгарії. Входить до складу общини Дупниця.

## Населення
За даними перепису населення 2011 року у селі проживали 1954 особи.
Національний склад населення села:
| Національність   | Кількість осіб | Відсоток |
| ---------------- | -------------- | -------- |
| болгари          | 1585           | 96,6%    |
| цигани           | 51             | 3,1%     |
| турки            | 0              | 0%       |
| Всього відповіли | 1641           |          |

Розподіл населення за віком у 2011 році:
Динаміка населення: